# Кариньян (виноград)
Каринья́н (фр. Carignan, исп. Cariñena), или Масуэло (исп. Mazuelo) — технический сорт чёрного винограда. Отличается высокой урожайностью, что позволяет использовать его для массового производства вин посредственного качества. Родиной считаются окрестности арагонского города Кариньена, от которого он получил название. В Руссильоне известны мутации с белой и розовой кожицей.
Кариньян возделывают в Южной Франции, на северо-востоке Испании (под именами «кариньена» и «масуэло»), на юге Калифорнии, в Мексике и Латинской Америке для простых промышленных вин. В Чили и Израиле данный сорт используется и для изготовления более качественных вин. Виноделы в Лангедоке, Руссильоне и Приорате, купажируя кариньян с другими сортами, получают вина с утончённым вкусом.
В послевоенный период высокая урожайность кариньяна привела к его экспансии в южной части Франции, где к 1988 году он занимал 167 тысяч га. Перепроизводство вина во Франции заставило Еврокомиссию субсидировать уничтожение избыточных виноградников. Многие виноградари постепенно заменяют кариньян на мерло. В связи с этим площадь, занятая кариньяном, неуклонно снижается. В Провансе его вытесняют сира и гренаш.